# 山景天
山景天（学名：Sedum oreades）是景天科景天属的植物。分布于不丹、锡金、克什米尔地区以及中国大陆的西藏、云南等地，生长于海拔3,000米至4,400米的地区，见于山坡草地及岩石上，目前尚未由人工引种栽培。